# Marsiya
La marsiya (o marthiya) rappresenta uno dei generi più comuni nella poesia urdu, e occupa una posizione prominente nella produzione letteraria in questa lingua.

## Caratteristische
Nata da una spontanea espressione di lutto e di lamento per la morte di una persona cara, essa consiste nell'elogio di un eroe defunto; gode di grande favore dei poeti, non soltanto del subcontinente indiano, ma di tutta la letteratura islamica, sin dai primordi. Ne esistono due tipi, uno di contenuto secolare, l'altro di contenuto religioso, di gran lunga più comune e popolare nel subcontinente.
La marsiya di contenuto religioso narra quasi invariabilmente le vicende drammatiche del martirio di Husayn, figlio minore del quarto califfo ʿAlī ibn Abī Ṭālib, avvenuto nel mese di muharram del 680 d.C. nella battaglia di Kerbela, nell'odierno Iraq, ed è intimamente legata all'identità religiosa della comunità sciita. Con il passare del tempo, questo tema fondamentale fu gradualmente arricchito da numerose altre componenti tematiche, soprattutto da quella eroica che include descrizioni di battaglie, di guerrieri, dei loro cavalli e delle loro armi nonché del paesaggio circostante la scena principale, elevando la marsiya al rango di forma letteraria importante ed estremamente ricca.